# Körperpflege

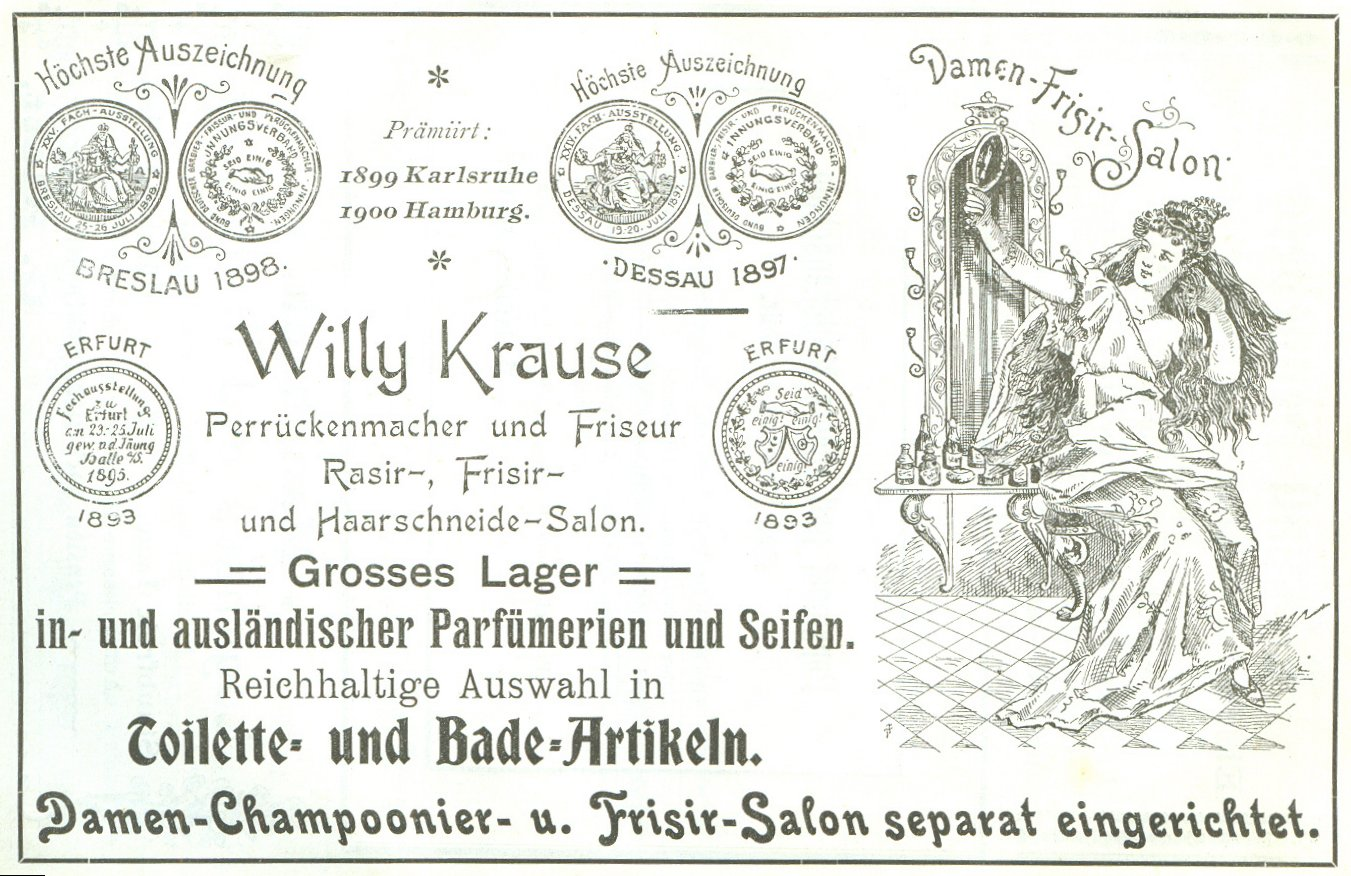
Geschäftsanzeige eines Pflegesalons von 1901

Körperpflege ist die Pflege der Haut und ihrer Anhangsgebilde (Haare, Nägel) sowie die Zahn- und Mundpflege. Ziel ist die Verhütung von Krankheiten und die Erhaltung und Festigung der Gesundheit (Hygiene). Im weiteren Sinne dient die Körperpflege auch der Erhaltung und Steigerung des Wohlbefindens und der Attraktivität.

## Arten
Neben der regelmäßigen Reinigung von Haut und Haar zählen die Hautpflege, Haarpflege, Zahn- und Mundpflege sowie die Reinigung und Pflege der Fingernägel (Maniküre) und der Füße (Pediküre) zur Körperpflege. Die Beeinflussung des Körpergeruchs durch Deodorantien und Duftmittel (Parfüm) und die Verwendung dekorativer Kosmetik (Make-up) gehören ebenfalls zur Körperpflege. Weitere Bereiche sind Rasur, Bartpflege und Haarentfernung (Depilation).

## Geschichtliche Bedeutung
Körperpflege wurde seit jeher betrieben. Im alten Rom gab es eine hochentwickelte Badekultur.  Die Römer reinigten ihre Haut hauptsächlich mit parfümierten Ölen und einem Schaber, dem sogenannten Strigilis. Eine Reinigung der Haut mit Frühformen der Seife war damals jedoch bereits in anderen Kulturen bekannt. Vermutlich im 7. Jahrhundert entstand die Seife in ihrer heutigen Form.
Bis weit in das 18. Jahrhundert vertraten jedoch in Europa selbst Ärzte die Meinung, dass Wasser und Luft dem Körper schade. Kleidung diente als Schutz vor diesen „schädlichen“ Elementen. Auch das Einpudern erfüllte den Zweck, den Körper nach außen hin abzuschließen. Diese Einstellung änderte sich erst mit der Entwicklung der programmatischen Hygiene im bürgerlichen 19. Jahrhundert. Die industrielle Revolution ermöglichte damals u. a. die massenhafte Herstellung von Seife. Der standardmäßige Einbau von Duschen und Waschbecken in Wohnungen erfolgte aber erst ab Mitte des 20. Jahrhunderts.

## Gesundheit
Ziel der Körperpflege ist in erster Linie die Reinigung von Verschmutzung, Vermeidung von Krankheiten sowie von je nach Kulturkreis als unangemessen empfundenen Körpergerüchen. Durch die Anwendung von Kosmetika zur Reinigung und Hautpflege sorgen Menschen beispielsweise dafür, ihre natürliche Schweißbildung und den damit verbundenen Geruch zu reduzieren, um sich „in ihrer Haut wohl zu fühlen“ bzw. begehrenswert zu erscheinen. Der gesundheitliche Aspekt tritt hierbei in den Industriestaaten weit hinter den kosmetischen zurück.
So kann sich übertriebene Reinlichkeit negativ auf die Gesundheit auswirken. Durch Wasser und andere Reinigungsmittel werden nicht nur Schweiß und Körpergerüche entfernt, auch der Wasser-Fett-Film auf der Haut wird angegriffen. Häufiges Waschen, Duschen oder Baden kann vor allem bei trockener Haut problematisch werden und beispielsweise Ekzeme verursachen.
Außerdem enthalten einige Kosmetika Substanzen, die wegen ihrer möglichen gesundheitlichen Auswirkungen umstritten sind, beispielsweise hormonell wirksame Chemikalien wie Propylparaben, als Kontaktallergen geltendes Formaldehyd oder PEG-Derivate, die die Haut durchlässiger für Fremdstoffe machen.
Wird Körperpflege über einen längeren Zeitraum hinweg vernachlässigt, kann es aufgrund der mangelnden Hygiene zu Infektionen kommen. Neben einem starken Körpergeruch bilden abgestorbene Hautzellen, Schweiß und Staub bräunliche Krusten, unter denen die Haut aufschwemmt und wund wird. An den Beinen können Geschwüre auftreten und vor allem im Intimbereich kann es zu Hautreizungen und Entzündungen bis hin zu Abszessen kommen. Bei unzureichender Mundhygiene kommt es zu Karies und Parodontitis; Zähne liegen frei oder brechen ab, was zu erschwerter bzw. schmerzhafter Nahrungsaufnahme führt, weshalb es in der Folge zu Mangelernährung kommen kann.
Pathologische Reinlichkeit:
Der gemäß ICD-10 als Zwangsstörung klassifizierte krankhafte Waschzwang äußert sich in unnötig häufigen Waschhandlungen, die unter anderem zu Ekzemen führen und den Alltag sowie das soziale Leben erheblich beeinträchtigen können.

## Körperpflege und Körpergeruch
Einer der Hauptgründe für Körperpflege ist das Vermeiden von unangemessen starken Körpergerüchen. Körpereigene Gerüche sind natürlich und ein Bestandteil der nonverbalen Kommunikation. Da die Geruchsrezeptoren innerhalb der Nase (Vomeronasales Organ) auch Gerüche unterhalb der Wahrnehmungsschwelle aufnehmen und derartige Informationen direkt an das Stammhirn senden, reagiert der Mensch auf viele Gerüche, hier insbesondere die Pheromone, instinktiv, noch bevor er sich dessen bewusst wird. Sympathie- und Antipathieerleben werden so maßgeblich mitbestimmt. Menschlicher Körperschweiß ist insofern auch ein Träger von Information, der aber im Rahmen der Körperpflege minimiert wird.
Zur Beeinflussung des Körpergeruchs werden im Wesentlichen drei verschiedene Prinzipien angewendet: Geruchsüberdeckung wird über Duftstoffe erzielt. Antimikrobielle Stoffe kontrollieren die Entstehung von unangenehm empfundenen Abbauprodukten im Schweiß. Antitranspirantien reduzieren die Schweißbildung. Andere Wirkstoffe wie Geruchsabsorber, Enzyminhibitoren und Antioxidantien liefern ebenfalls Beiträge zur Desodorierung.
In einigen Parfüms werden Sexuallockstoffe (Pheromone) eingesetzt. Die stimulierende Wirkung auf den Menschen ist allerdings umstritten.

## Bildung
Sowohl in der Krankenpflegeausbildung als auch in dem entsprechenden Studium ist die Körperpflege, hier gelegentlich Grundpflege genannt, fester Teil des Curriculums. Als Lehramt  für berufliche Schulen  kann Körperpflege an mehreren Universitäten studiert werden. Insbesondere an Berufsschulen werden angehende Friseure und Kosmetiker in diesem Fach unterrichtet.